# 中华鳞毛蕨
中华鳞毛蕨（学名：Dryopteris chinensis），为鳞毛蕨科鳞毛蕨属下的一个植物种。